# 羅伯特·英格索爾
羅伯特·史蒂芬·英格索爾（英語：Robert Stephen Ingersoll，1914年1月28日—2010年8月22日），是美國商人和前外交官。英格索爾曾任博格華納執行長兼董事會主席、美國副國務卿、美國駐日本大使、美國東亞暨太平洋事務助理國務卿。
英格索爾於2010年8月22日在伊利諾伊州埃文斯頓的家中去世，享年96歲 。

## 外部連結
- Light & Truth biography from Yale University
- Council of American Ambassadors profile
- The United States in Asia